# Joanna Jóźwik

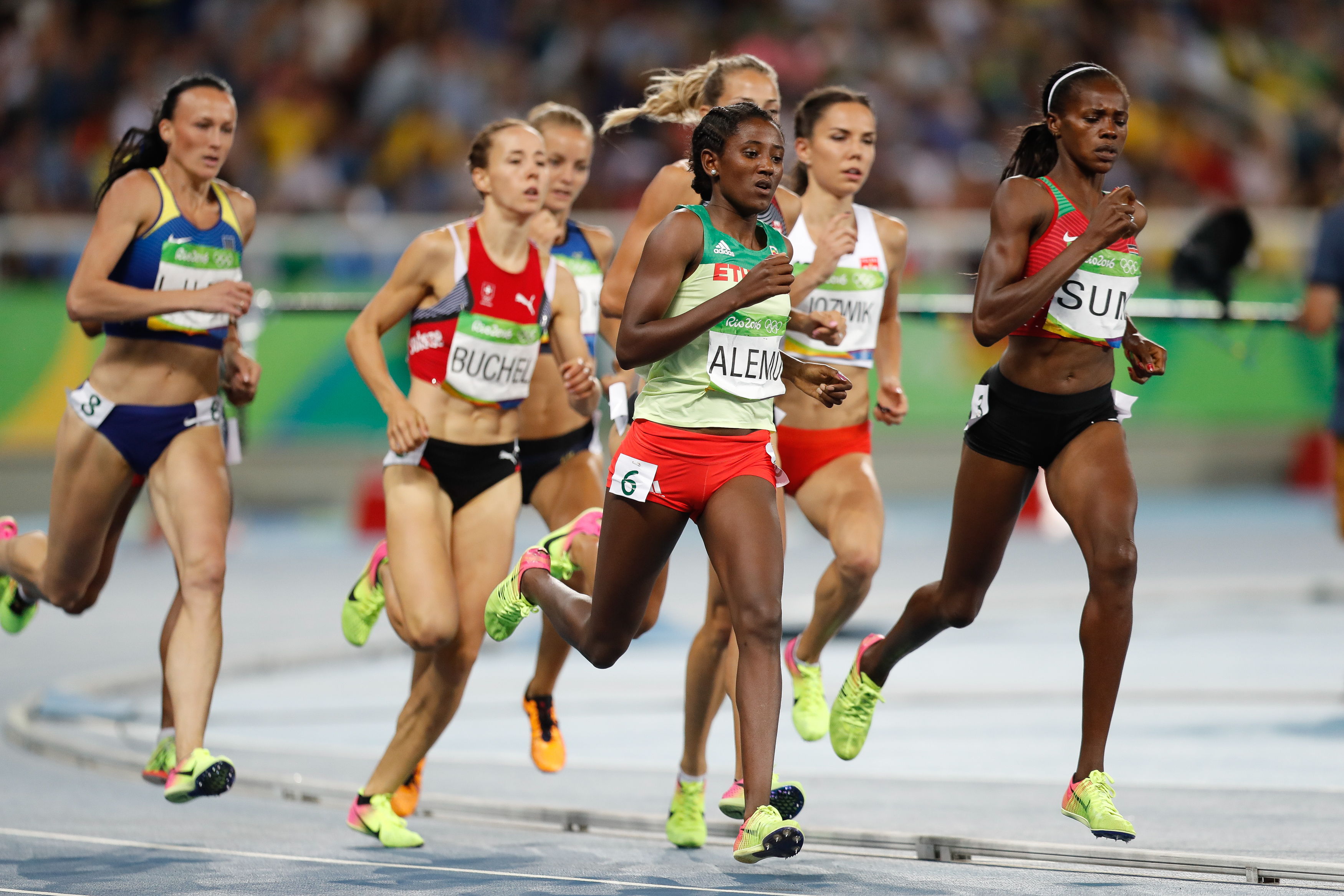
Rio de Janeiro 2016, półfinał na 800 m. Joanna Jóźwik druga z prawej

Joanna Jóźwik (ur. 30 stycznia 1991 w Wałbrzychu) – polska lekkoatletka, biegaczka średniodystansowa.

## Kariera sportowa
Wychowywała się w Kępiu Zaleszańskim. Lekkoatletykę zaczęła trenować w wieku 15 lat. Ukończyła Liceum Ogólnokształcące w Stalowej Woli. Rozpoczęła studia na AWF w Warszawie.
Wychowanka i w latach 2006–2012 zawodniczka Katolickiego Klubu Sportowego „Victoria” Stalowa Wola (w tym czasie jej trenerem był Stanisław Anioł). W latach 2013–2018 zawodniczka AZS-AWF Warszawa, trenowana przez Andrzeja Wołkowyckiego. Od 2019 r. do końca kariery była zawodnikiem AZS-AWF Katowice.
W 2010 bez awansu do finału startowała w biegu na 800 metrów podczas mistrzostw świata juniorów. Ósma zawodniczka młodzieżowych mistrzostw Europy w Tampere (2013) – upadła w biegu finałowym. W tym samym roku zajęła piątą lokatę podczas igrzysk frankofońskich. Brązowa medalistka mistrzostw Europy w Zurychu (2014). Brązowa medalistka Halowych mistrzostw Europy w Pradze (2015). Po dyskwalifikacji za doping Jekatieriny Zawiałowej, w 2019 roku J. Jóźwik otrzymała brązowy medal za osiągnięcie podczas HME w Pradze w 2015 r..
Szósta zawodniczka Mistrzostw Europy w Amsterdamie (2016).
Zawodniczka jest pięciokrotną mistrzynią Polski na stadionie (dwa tytuły w biegu na 800 metrów – 2014 i 2015 oraz trzy tytuły w sztafecie 4 × 400 metrów – 2013, 2014 i 2015), brązowa medalistka mistrzostw Polski seniorów (2013). Na halowych mistrzostwach kraju zdobyła cztery srebrne medale (2011 – bieg na 400 metrów, 2014 – bieg na 800 m i sztafeta 4 × 400 metrów oraz 2015 – bieg na 800 m). Zawodniczka ma na swoim koncie także złote krążki młodzieżowych mistrzostw Polski oraz mistrzostw kraju w juniorskich kategoriach wiekowych.
Reprezentantka Polski w meczach międzynarodowych młodzieżowców.
W ramach XXXIX Plebiscytu „Sztafety” została wybrana Najpopularniejszym Sportowcem Stalowej Woli w 2010 roku.
Jest twarzą marki Nike Running produkującej odzież sportową dla biegaczy wyczynowych i rekreacyjnych.
28 marca 2023 poinformowała o zakończeniu kariery sportowej. W tym samym roku rekreacyjnie ukończyła Maraton Nowojorski. 

## Osiągnięcia
| Rok  | Impreza                                 | Miejsce        | Konkurencja                 | Lokata     | Wynik   |
| ---- | --------------------------------------- | -------------- | --------------------------- | ---------- | ------- |
| 2010 | Mistrzostwa świata juniorów             | Moncton        | bieg na 800 metrów          | półfinał   | 2:05,09 |
| 2010 | Mistrzostwa świata juniorów             | Moncton        | sztafeta 4 × 400 metrów     | 8. miejsce | 3:42,70 |
| 2011 | Młodzieżowe mistrzostwa Europy          | Ostrawa        | bieg na 800 metrów          | eliminacje | 2:06,07 |
| 2013 | Młodzieżowe mistrzostwa Europy          | Tampere        | bieg na 800 metrów          | 8. miejsce | 2:15,22 |
| 2013 | Igrzyska frankofońskie                  | Nicea          | bieg na 800 metrów          | 5. miejsce | 2:03,76 |
| 2014 | Mistrzostwa Europy                      | Zurych         | bieg na 800 metrów          | 3. miejsce | 1:59,63 |
| 2015 | Halowe mistrzostwa Europy               | Praga          | bieg na 800 metrów          | 3. miejsce | 2:02.45 |
| 2015 | Superliga drużynowych mistrzostw Europy | Czeboksary     | bieg na 800 metrów          | 2. miejsce | 2:00,30 |
| 2015 | Mistrzostwa świata                      | Pekin          | bieg na 800 metrów          | 7. miejsce | 1:59,09 |
| 2016 | Mistrzostwa Europy                      | Amsterdam      | bieg na 800 metrów          | 6. miejsce | 2:00,57 |
| 2016 | Igrzyska olimpijskie                    | Rio de Janeiro | bieg na 800 metrów          | 5. miejsce | 1:57,37 |
| 2017 | Superliga drużynowych mistrzostw Europy | Lille          | bieg na 800 metrów          | 4. miejsce | 2:03,81 |
| 2017 | Mistrzostwa świata                      | Londyn         | bieg na 800 metrów          | półfinał   | 2:01,91 |
| 2021 | Halowe mistrzostwa Europy               | Toruń          | bieg na 800 metrów          | 2.miejsce  | 2:04,00 |
| 2021 | World Athletics Relays                  | Chorzów        | sztafeta 2 x 2 x 400 metrów | 1.miejsce  | 3:40,92 |

## Rekordy życiowe
- Bieg na 600 metrów – 1:25,04 (9 sierpnia 2015, Szczecin) nieoficjalny rekord Polski
- Bieg na 800 metrów (stadion) – 1:57,37 (21 sierpnia 2016, Rio de Janeiro)
- Bieg na 800 metrów (hala) – 1:59,29 (10 lutego 2017, Toruń) halowy rekord Polski
- Bieg na 1000 metrów – 2:34,93 (28 lipca 2016, Sopot)